# فيليكس باوتيستا
فيليكس باوتيستا هو محامي وسياسي دومينيكاني، ولد في 16 يونيو 1963 في محافظة سان خوان في جمهورية الدومينيكان. نشط حزبياً في Dominican Liberation Party ‏. وقد انتخب member of the Senate of the Dominican Republic ‏.